# Louis de La Bourdonnais
Louis-Charles Mahé de La Bourdonnais (Réunion 1795 — Londen 13 december 1840) was een Franse schaker. Hij geldt als de sterkste schaker van zijn tijd.
Hij ging in Parijs veel naar het Café de la Régence om er te schaken. Hij versloeg in 1821 John Cochrane. Nadat hij in 1834 de Britse schaker Alexander McDonnell in zes matches met totaal 65 partijen verslagen had, was hij de beste bekende schaker. In 1834 publiceerde hij met anderen het eerste maandblad over schaken: Le Palamède. Hij schreef een biografie over zijn grootvader, admiraal Bertrand-François Mahé de La Bourdonnais, 1827 en een verhandeling over het schaken, Nouveau traité du jeu des échecs, 1833.
La Bourdonnais en François Philidor leefden net na elkaar. Door zijn manier van spelen geldt La Bourdonnais als de beste schaker van Frankrijk van na de tijd van Philidor.
La Bourdonnais speelde overwegend de schaakopeningen Italiaans en het koningsgambiet. Jevgeni Svesjnikov heeft een variant van het Siciliaans aan La Bourdonnais toegeschreven:
1. e4 c5 (het Siciliaans)
2. Pf3 Pc6
3. d4 cxd4
4. Pxd4 e5

| 8 | rd                     |    | bd | qd | kd | bd | nd | rd |
| 7 | pd                     | pd |    | pd |    | pd | pd | pd |
| 6 |                        |    | nd |    |    |    |    |    |
| 5 |                        |    |    |    | pd |    |    |    |
| 4 |                        |    |    | nl | pl |    |    |    |
| 3 |                        |    |    |    |    |    |    |    |
| 2 | pl                     | pl | pl |    |    | pl | pl | pl |
| 1 | rl                     | nl | bl | ql | kl | bl |    | rl |
|   | a                      | b  | c  | d  | e  | f  | g  | h  |
|   | De variant na 4. ...e5 |    |    |    |    |    |    |    |